# Saison 1 des Revenants
Chronologie
Saison 2
Cet article présente les épisodes de la première saison de la série télévisée française Les Revenants.

## Synopsis
Dans une ville de montagne dominée par un gigantesque barrage, le même jour, plusieurs personnes d'âges et de milieux différents, toutes désorientées, cherchent à rentrer chez elles. Ces gens ne savent pas encore qu'ils sont morts depuis plusieurs années, qu'ils n'ont pas vieilli et que personne ne les attend. Déterminés à reprendre une place qui n'existe plus, ils découvrent peu à peu qu'ils ne sont pas les seuls revenants et que leur retour s'accompagne de dérèglements croissants.

## Liste des épisodes

### Épisode 1:Camille
- France : 26 novembre 2012 sur Canal+
- Royaume-Uni : 9 juin 2013 sur Channel 4
- Suisse : 18 avril 2014 sur RTS Un
- Italie : 15 octobre 2014 sur Sky Italia

- France : 1,445 million de téléspectateurs[2]
- Royaume-Uni : 1,91 million de téléspectateurs[3]

### Épisode 2:Simon
- France : 26 novembre 2012 sur Canal+
- Royaume-Uni : 16 juin 2013 sur Channel 4
- Suisse : 18 avril 2014 sur RTS Un
- Italie : 15 octobre 2014 sur Sky Italia

- France : 1,445 million de téléspectateurs[2]
- Royaume-Uni : 1,6 million de téléspectateurs[3]

### Épisode 3:Julie
- France : 3 décembre 2012 sur Canal+
- Royaume-Uni : 23 juin 2013 sur Channel 4
- Italie : 22 octobre 2014 sur Sky Italia

- France : 1,445 million de téléspectateurs[2]
- Royaume-Uni : 1,53 million de téléspectateurs[3]

### Épisode 4:Victor
- France : 3 décembre 2012 sur Canal+
- Royaume-Uni : 30 juin 2013 sur Channel 4
- Italie : 29 octobre 2014 sur Sky Italia

- France : 1,445 million de téléspectateurs[2]
- Royaume-Uni : 1,57 million de téléspectateurs[3]

### Épisode 5:Serge et Toni
- France : 10 décembre 2012 sur Canal+
- Royaume-Uni : 7 juillet 2013 sur Channel 4
- Italie : 5 novembre 2014 sur Sky Italia

- France : 1,445 million de téléspectateurs[2]
- Royaume-Uni : 1,5 million de téléspectateurs[3]

### Épisode 6:Lucy
- France : 10 décembre 2012 sur Canal+
- Royaume-Uni : 14 juillet 2013 sur Channel 4
- Italie : 12 novembre 2014 sur Sky Italia

- France : 1,445 million de téléspectateurs[2]
- Royaume-Uni : 1,48 million de téléspectateurs[3]

### Épisode 7:Adèle
- France : 17 décembre 2012 sur Canal+
- Royaume-Uni : 21 juillet 2013 sur Channel 4
- Italie : 19 novembre 2014 sur Sky Italia

- France : 1,445 million de téléspectateurs[2]
- Royaume-Uni : 1,51 million de téléspectateurs[3]

### Épisode 8:La Horde
- France : 17 décembre 2012 sur Canal+
- Royaume-Uni : 28 juillet 2013 sur Channel 4
- Italie : 26 novembre 2014 sur Sky Italia

- France : 1,445 million de téléspectateurs[2]
- Royaume-Uni : 1,38 million de téléspectateurs[3]

Un retour en arrière à la date de la réapparition de Camille montre de nombreux revenants -dont certains sont morts 35 ans plus tôt, lors de la rupture du premier barrage - ressuscités en même temps qu'elle.